# Haarspecht
Der Haarspecht (Leuconotopicus villosus, Syn.: Picoides villosus) ist die am weitesten verbreitete Spechtart Nordamerikas. Man unterscheidet 18 Unterarten.

## Merkmale
Der 85 g schwere Haarspecht wird, bei einer Flügelspannweite von 44,5 cm, 16,5 bis 26,7 cm lang, wovon 10 cm auf den Schwanz und 3,5 cm auf den Schnabel entfallen. Das Gefieder ist an der Oberseite und an den Flügeln vorwiegend weiß gefärbt. Rücken, Kehle und Bauch sind weiß gefärbt. Über und unter dem Auge weist er einen weißen Streifen auf. Die Schwanzfedern sind innen schwarz und außen weiß gefärbt. Das Männchen unterscheidet sich vom Weibchen durch einen roten Fleck am Hinterkopf.
Das Gefieder des Jungvogels ist überwiegend schwarz mit weißlichen Strichelungen und Fleckungen. Der Scheitel ist rötlich.

## Vorkommen
Der Haarspecht lebt bevorzugt in Wäldern mit altem Baumbestand und reichlich Totholz. Er kommt aber auch in lichten Wäldern, auf Ackerland, in Parks und Gärten vor.
Das Verbreitungsgebiet erstreckt sich über fast ganz Nord- und Mittelamerika sowie auf einigen Inseln der Karibik.
Der Haarspecht ist zum größten Teil ein Standvogel, nur die nördlichsten Populationen ziehen in den Süden und solche, die in großer Höhe vorkommen, in tiefere Waldgebiete.

## Verhalten
Der Haarspecht sucht unter der Rinde, auf Blättern oder in Baumlöchern nach Insekten und deren Larven, die er mit Hilfe seines Schnabels und der langen Zunge herauszieht. Daneben gehören kleinere Wirbeltiere, Vogeleier, Früchte, Nüsse, Beeren und Baumsäfte zu seiner Nahrung.
Nüsse klemmt der Haarspecht zwischen Astgabeln, den sogenannten Spechtschmieden, und hackt sie dem kräftigen Schnabel auf.
Für den Winter werden Vorratslager in Baumhöhlen und -ritzen angelegt. Wird aber das Futter knapp, ist der Vogel ein häufiger Gast an Futterplätzen.

## Fortpflanzung
In der Brutzeit trommelt der Haarspecht laut und schnell gegen Baumstämme, um sein Revier zu verteidigen. Außerdem gibt er schrille Rufe und klappernde Laute von sich. Er nistet in ungepolsterten Baumhöhlen in vier bis sechzig Meter Höhe. Das Gelege aus im Durchschnitt vier weißlichen Eiern wird rund 14 Tage bebrütet. 28 – 30 Tage nach dem Schlüpfen verlassen die Jungvögel das Nest. Der Nestbau, das Bebrüten der Eier und die Aufzucht der Jungen wird von beiden Elternteilen durchgeführt.

## Systematik
Traditionell wurde der Haarspecht in die Gattung Picoides gestellt. Molekulargenetische Untersuchungen offenbarten jedoch die enge Verwandtschaft mit dem Stricklandspecht, dem Arizonaspecht, dem Weißkopfspecht und dem Kokardenspecht. Die Art wurde daher 2015 von Jerôme Fuchs zusammen mit diesen Arten in die bereits 1845 von Alfred Malherbe etablierte Gattung Leuconotopicus überführt.
Folgende Unterarten werden unterschieden:
- Leuconotopicus villosus audubonii Swainson, 1832
- Leuconotopicus villosus harrisi Audubon, 1838
- Leuconotopicus villosus hyloscopus Cabanis & Heine, 1863
- Leuconotopicus villosus icastus Oberholser, 1911
- Leuconotopicus villosus jardinii Malherbe, 1845
- Leuconotopicus villosus maynardi Ridgway, 1887
- Leuconotopicus villosus orius Oberholser, 1911
- Leuconotopicus villosus picoideus Osgood, 1901
- Leuconotopicus villosus piger Allen, 1905
- Leuconotopicus villosus sanctorum Nelson, 1897 – Mexikanischer Haarspecht -
- Leuconotopicus villosus septentrionalis Nuttall, 1840 – Amerikanischer Haarspecht -
- Leuconotopicus villosus sitkensis Swarth, 1911
- Leuconotopicus villosus terraenovae Batchelder, 1908
- Leuconotopicus villosus villosus Linnaeus, 1766 – Haarspecht -